# Srebrna vrata (Split)
Srebrna vrata (lat. Porta argentea), istočni ulaz u Dioklecijanovu palaču u Splitu. Bila su skromnije dekorirana u odnosu na Zlatna vrata smještena u sjevernom zidu palače. Kroz njih se izlazi na splitsku gradsku tržnicu (pazar) na početku koje se nalazi dominikanski samostan sv. Katarine Aleksandrijske izgrađen u 13. stoljeću, a obnovljen nakon rušenja u 17. stoljeću.
Prvotni naziv istočnih vrata bio je Porta orientalis ("istočna vrata"). Okrenuta su prema istoku i rimskom gradu Epetiju, danas Stobreč. Bila su zazidana u srednjem vijeku i opet otvorena i obnovljena tek 1952. godine. Ispred vrata još su vidljivi ostaci dvije osmerokutne kule koje su branile ulaz. Iznad vrata, u rimskom stražarskom prolazu, sagrađena je vjerojatno u 6. stoljeću crkva sv. Apolinara koja je poslije porušena, a s unutrašnje strane vrata podignuta je crkva Dušica porušena u bombardiranju grada 3. lipnja 1944. godine.
Budući da su ova vrata bila zazidana još u srednjem vijeku, Mlečani su 1764. godine otvorili pored njih tkz. Mala vrata, uz koja je 1820. godine bila sagrađana prvotna zgrada Arheološkog muzeja, koja se naslanjala na istočne zidine Palače.